# قسم النشر بالجامعة الأمريكية بالقاهرة
قسم النشر بالجامعة الأمريكية بالقاهرة (بالإنجليزية: American University in Cairo Press، وتختصر إلى: AUC Press أو AUCP) هي دار نشر ترتبط بالجامعة الأمريكية بالقاهرة. أنشئت سنة 1960، وصدر أول كتاب عنها سنة 1961. تعد واحدة من أهم ناشري الكتب باللغة الإنجليزية في الشرق الأوسط.
يمنح قسم النشر بالجامعة الأمريكية في ديسمبر من كل عام جائزة نجيب محفوظ للرواية منذ سنة 1996.

## برامج النشر
ينشر قسم النشر بالجامعة الأمريكية الكتب بالقاهرة حاليًا في 8 تصنيفات أساسية، هي:
- الأدب العربي المترجم
- علم الآثار وتاريخ مصر القديمة
- العمارة والفنون
- التاريخ والتراجم
- الدراسات اللغوية
- السياسة والاقتصاد والقضايا الاجتماعية
- الدراسات الدينية
- أدب الرحلات والكتب الإرشادية

## وصلات خارجية
- الموقع الرسمي